# Julia Riera
Julia Riera, née le 29 mai 2002, à Pergamino en Argentine, est une joueuse de tennis argentine, professionnelle depuis 2021.

## Carrière professionnelle
Julia Riera commence sa carrière sur le circuit ITF en 2021. Elle a remporté, à ce jour, 5 titres ITF en simple et 2 en double.
Elle débute sur le circuit WTA en simple en 2023 lors du tournoi de Rabat au cours duquel elle parvient en demi-finales.
Le 10 décembre 2023, elle remporte sa 1re finale de tournoi WTA 125 en double à Montevideo, associée à sa compatriote María Carlé.

## Palmarès

### Titre en double en WTA 125
| No | Date       | Nom et lieu du tournoi     | Catégorie | Dotation  | Surface      | Partenaire  | Finalistes                      | Score    |          |
| -- | ---------- | -------------------------- | --------- | --------- | ------------ | ----------- | ------------------------------- | -------- | -------- |
| 1  | 04-12-2023 | Montevideo Open Montevideo | WTA 125   | 115 000 $ | Terre (ext.) | María Carlé | Freya Christie Yuliana Lizarazo | 7-6, 7-5 | Parcours |

### Finale en double en WTA 125
| No | Date       | Nom et lieu du tournoi | Catégorie | Dotation  | Surface      | Vainqueures                     | Partenaire  | Score    |          |
| -- | ---------- | ---------------------- | --------- | --------- | ------------ | ------------------------------- | ----------- | -------- | -------- |
| 1  | 08-07-2024 | Nordea Open Båstad     | WTA 125   | 115 000 $ | Terre (ext.) | Peangtarn Plipuech Tsao Chia-yi | María Carlé | 7-5, 6-3 | Parcours |

## Parcours en Grand Chelem

### En simple dames
| Année | Open d'Australie | Open d'Australie    | Internationaux de France | Internationaux de France | Wimbledon       | Wimbledon      | US Open | US Open             |
| ----- | ---------------- | ------------------- | ------------------------ | ------------------------ | --------------- | -------------- | ------- | ------------------- |
| 2023  | —                | —                   | —                        | —                        | Q2              | Simona Waltert | Q2      | Emina Bektas        |
| 2024  | Q3               | Katie Volynets      | 1er tour (1/64)          | Irina-Camelia Begu       | 1er tour (1/64) | Marie Bouzková | Q2      | Ana Konjuh          |
| 2025  | 1er tour (1/64)  | Beatriz Haddad Maia | 1er tour (1/64)          | Elena Rybakina           | Q2              | Iva Jovic      | Q1      | Oksana Selekhmeteva |

N.B. : à droite du résultat se trouve le nom de l'ultime adversaire.

## Classements WTA en fin de saison
| Année          | 2019 | 2020 | 2021 | 2022 | 2023 | 2024 |
| Rang en simple | 1109 | 1201 | 654  | 260  | 158  | 114  |
| Rang en double | 1367 | 1425 | 1024 | 423  | 251  | 184  |

Source : (en) Classements de Julia Riera sur le site officiel de la Fédération internationale de tennis